# Синилкина, Анна Ильинична
Анна Ильинична Синилкина (14 сентября 1918, Сорочинка, Московская область — 26 августа 1997, Москва) — советский спортивный функционер, с 1958 по 1997 год — директор Дворца спорта олимпийского комплекса «Лужники», председатель (1972—1988) и почётный председатель (1988—1992) президиума Федерации фигурного катания СССР. Заслуженный работник культуры РСФСР.

## Биография
Анна Синилкина родилась в деревне Сорочинка под Тулой в большой семье. У неё было четыре брата и сестра. В возрасте 12-ти лет Анна переехала в Москву.
После войны, её, как активную комсомолку, назначили директором стадиона «Пищевик» («Автомобилист»). В начале 50-х годов в развернулось строительство спортивного комплекса «Лужники». В 1956 году открылся Дворец спорта, руководить которым спустя 2 года поручили сорокалетней Анне Синилкиной. Следующие 38 лет, вплоть до самой смерти, жизнь Анны Ильиничны была неразрывно связана с этой работой. За время её руководства Дворцом спорта в Лужниках в нём прошли старты Олимпийских игр 1980 года, 12 чемпионатов мира и 8 чемпионатов Европы по разным видам спорта.
Любимым видом спорта у Анны Синилкиной было фигурное катание. В 1972 году её кандидатуру выдвинули на пост руководителя Федерации фигурного катания СССР. Именно в те годы, когда президентом Федерации была Анна Ильинична, — с 1972 по 1988 год — советским фигуристам сопутствовали самые яркие успехи на международной арене. Подчас весь пьедестал почёта был занят советскими спортсменами. Немалая заслуга Синилкиной, в том что в 1965 году в Москве в «Лужниках», впервые в СССР, прошёл чемпионат Европы по фигурному катанию.
Татьяна Тарасова так написала о Синилкиной в книге «Четыре времени года»: 
«Анну Ильиничну все тренеры и спортсмены называют мамой нашего фигурного катания. Никто из нас никогда не был обделен её вниманием. Она никого не выделяла из огромного числа фигуристов, которых опекала и пестовала действительно как заботливая мамаша. Помогала в жизни и советом, и делами. Если у фигуристов случались какие-нибудь неприятности, в первую очередь бежали к Анне Ильиничне. Она успокоит, она выслушает, она, наконец, пойдет за тебя хлопотать».
На протяжении ряда лет руководила спортивными делегациями на международных соревнованиях. Помогла многим фигуристам определить свою судьбу после их ухода из «большого спорта». По словам Тарасовой: «очень помогла Родниной, когда Ира решила перейти на тренерскую работу. Разместила всех ребят, которых Ира пригласила из других городов, дала зал, лёд… Что ещё тренеру надо? Она помогла Моисеевой и Миненкову, когда они от меня ушли, она помогла Миле Пахомовой, когда та решила стать тренером. Набрала Наташа Линичук за месяц себе группу, и опять я вижу помощь Анны Ильиничны в организации тренировок для группы Линичук. Заканчивают люди кататься и идут не к кому-нибудь, а к Синилкиной.» «Выбила» Игорю Бобрину звание Заслуженного мастера спорта СССР, хотя он был лишь чемпионом Европы и бронзовым призёром чемпионата мира, а в то время для этого звания надо было быть чемпионом мира или Олимпийских игр.
Организовала во Дворце спорта в 1950-е годы гастроли знаменитого шоу «Holiday on Ice» в то время, когда американцы в СССР не приезжали.
Синилкина умерла от обострения сахарного диабета летом 1997 года, все ещё возглавляя Дворец спорта ОАО «Лужники». Похоронена в Москве на Ваганьковском кладбище.

## Награды
- Государственные награды СССР: орден «Знак Почёта», орден «Дружбы народов».
- Государственные награды России: орден «За заслуги перед Отечеством» IV степени (1996 год).
- За особые заслуги перед олимпийским движением, в 1993 году, была награждена Серебряным олимпийским орденом МОК[5].
- За выдающиеся заслуги в развитии фигурного катания в 1993 году награждена высшей наградой Международного союза конькобежцев — памятной медалью Георга Хеслера (Georg Hasler — Президент и почетный генеральный секретарь ИСУ в 1947—1975 годах).

## Память
В музее спорта России в «Лужниках» установлен специальный стенд, посвященный жизни и общественной деятельности Анны Ильиничны Синилкиной.
13 марта 2005 года, в день открытия в Москве чемпионата мира по фигурному катанию, в Лужниках напротив входа во Дворец спорта был торжественно открыт памятник Анне Ильиничне Синилкиной.